# Idan Vered
Idan Vered (in ebraico עידן ורד‎?; 1º gennaio 1989) è un calciatore israeliano, attaccante del Maccabi Petah Tiqwa.

## Carriera

### Club
Ha sempre giocato in Israele, militando rispettivamente nell'Hakoah Ramat Gan, nel Beitar Gerusalemme e nel Maccabi Haifa prima di trasferirsi in Serbia per giocare con la Stella Rossa. Nella stagione 2016 ha giocato nell'Ottawa Fury, militante nella NASL.

### Nazionale
Dal 2007 al 2010 è stato componente della nazionale israeliana Under-21.

## Palmarès

### Club
- Coppa Toto Al: 1

Beitar Gerusalemme: 2009-2010
- Campionato israeliano: 1

Maccabi Haifa: 2010-2011